# Zecchino d'Oro 1964
Il sesto Zecchino d'Oro si è svolto a Bologna dal 28 febbraio al 1º marzo 1964.
È stato presentato da Mago Zurlì (Cino Tortorella) ed è stata l'unica edizione andata in onda in differita a causa di uno sciopero del personale RAI.
Viviana Stucchi è stata ospite delle trasmissioni televisive Soliti ignoti - Identità nascoste e Attenti a quei due - La sfida dove ha cantato Il pulcino ballerino insieme a Fabrizio Frizzi, e ha gareggiato alla 1ª edizione di The Voice Senior condotta da Antonella Clerici. Quello di Il pulcino ballerino è stato il singolo dello Zecchino d'Oro che ha venduto il maggior numero di copie.
Nell'edizione del 1964 parteciparono due coppie di gemelli: Anna e Paola Todeschini del Piccolo Coro e Bruno e Paolo Chicca, interpreti di I numeri.
Gian Marco Gualandi è diventato autore di canzoni dello Zecchino d'Oro come Le tagliatelle di nonna Pina (Zecchino d'Oro 2003) ma scrisse anche canzoni straniere ad esempio Come un aquilone che partecipò allo Zecchino d'Oro 2008.

## Brani in gara
- Concertino in cucina (Testo: Laura Zanin/Musica: Tertulliano Luppi) - Daniela Airoldi (5 anni), Marco Lo Giusto e Oreste Patacchini
- Da grande voglio fare... (Testo: Giorgio Calabrese/Musica: Giovanni D'Anzi) - Gian Marco Gualandi (6 anni)
- I numeri (Testo: Massimo Mazzurini/Musica: Massimo Mazzurini) - Bruno e Paolo Chicca
- Il presepe di stagnola (Testo: Sandro Tuminelli/Musica: Sandro Tuminelli) - Renata Bignardi
- Il pulcino ballerino (Testo: Franco Maresca/Musica: Mario Pagano) - Viviana Stucchi  (6 anni)
- Il tiro all'orso (Testo: Sandro Tuminelli/Musica: Sandro Tuminelli) - Tiziano Davi
- Il torrone (Testo: Radames Porta/Musica: Galliano Baldoni) - Lauretta Artom
- La favola della gatta miagola (Testo: Fiorenzo Fiorentini/Musica: Mario Pagano) - Elisabetta Bambini, Ivana Benedetti e Antonella Fazio
- La mia nave fantastica (Testo: Laura Zanin/Musica: Arturo Casadei) - Paola Govoni
- La piuma rossa (Testo: Sandro Tuminelli/Musica: Aldo Rossi) - Mary Rose Darmanin (Malta)
- Me l'ha detto un uccellino (Testo: Misselvia/Musica: Franco Mojoli) - Tommaso Ricci
- Se avessi (Testo: Augusto Quieto/Musica: Jacqueline Perrotin) - Walter Guidi (10 anni)